# Odtrutka
Odtrutka, antidotum – substancja mająca zdolność neutralizacji lub zmniejszenia toksyczności trucizny. Jej działanie najczęściej polega na tworzeniu z trucizną niewchłanialnego lub mniej toksycznego związku chemicznego. Wyróżnia się odtrutki swoiste (skierowane przeciw konkretnej truciźnie) i nieswoiste (ogólne, na przykład mleko lub węgiel aktywny przy zatruciach doustnych).
W dawnej medycynie uważano, że może istnieć uniwersalna odtrutka. Zdolność taką przypisywano teriakowi.

## Klasyfikacja odtrutek
Odtrutki swoiste (z przykładami)
- substancje przeprowadzające truciznę w związki nierozpuszczalne lub chelatowe. Wiążą się z trucizną obecną w ustroju, dezaktywując ją.
  - wersenian dwusodowo-wapniowy – w zatruciach metalami ciężkimi
  - dimerkaprol i penicylamina – w zatruciach niektórymi metalami
- reaktywatory – substancje normalizujące procesy metaboliczne, uwalniające zablokowany enzym przez wiązanie się z toksyną obecną w ustroju
  - obidoksym – w zatruciach związkami fosfoorganicznymi w celu przywrócenia czynności acetylocholinoesterazy
  - azotyn izoamylu – w zatruciach cyjankami powodują powstanie methemoglobiny i połączenie się z nią cyjanków, które tym samym oddysocjowują z zablokowanej oksydazy cytochromowej.
  - wersenian dwukobaltowy – w zatruciach cyjanowodorem i cyjankami
- odtrutki witaminowe – w przypadkach zatruć substancjami, których działanie jest odwrotne do witamin
  - witamina B6 w zatruciu izoniazydem
  - witamina K w zatruciu pochodnymi kumaryn
- substancje blokujące przemiany metaboliczne trucizn (stosowane jeśli trujące są metabolity)
  - etanol – w zatruciach alkoholem metylowym i glikolem etylenowym uniemożliwia powstanie toksycznych metabolitów (formaldehydu, kwasu mrówkowego, toksycznych pochodnych glikolu)
- substancje przyspieszające i ułatwiające metabolizm toksyn (stosowane, jeśli metabolity są nietoksyczne)
  - N-acetylocysteina – w zatruciu paracetamolem
  - tiosiarczan sodu – w zatruciach cyjankami
- związki redukujące – w przypadkach zatruć substancjami methemoglobinotwórczymi
  - błękit metylenowy
  - tionina
- antagonisty działania farmakologicznego trucizn. Działają przez zablokowanie receptorów, z którymi wiąże się trucizna.
  - nalokson – w zatruciach opioidami
  - flumazenil – w zatruciach benzodiazepinami
  - atropina w zatruciach insektycydami fosforanoorganicznymi i innymi związkami fosforoorganicznymi
  - penicylina krystaliczna – w zatruciach muchomorem sromotnikowym
- odtrutki swoiste oparte na działaniu przeciwciał.
  - przeciwciała przeciw digoksynie i jadowi żmii
  - surowica

Odtrutki nieswoiste:
- tlen – w zatruciach tlenkiem węgla, siarkowodorem
- węgiel aktywny (adsorbujący toksyny na swojej powierzchni)
- ciekła parafina
- mleko – w zatruciach substancjami żrącymi, metalami ciężkimi, czwartorzędowymi solami amoniowymi
- mocna herbata – w zatruciach alkaloidami i glikozydami nasercowymi
- skrobia – w zatruciach substancjami żrącymi, kwasami organicznymi i nieorganicznymi, jodyną
- białko jaj – w zatruciach substancjami żrącymi i metalami ciężkimi